# Bertold von Bibra
Bertold Wilhelm Herrmann Friedrich Karl August Freiherr von Bibra (* 15. Juni 1804 in Romrod; † 17. Juli 1878 in Darmstadt) war ein hessischer Forstmeister, Politiker und ehemaliger Abgeordneter der Ersten und der Zweiten Kammer der Landstände des Großherzogtums Hessen.

## Familie
Bertold Freiherr von Bibra stammt aus dem thüringisch-fränkischen Adelsgeschlecht der von Bibra. Bertold von Bibra war der Sohn des Landjägermeisters und Landtagsabgeordneten Christian Freiherr von Bibra und dessen Frau Luise Charlotte Henriette Freiin Riedesel zu Eisenbach (1781–1855). Er war der Bruder von August von Bibra (1808–1894).

## Ausbildung und Beruf
Während seines Studiums der Forstwissenschaft wurde er 1822 Mitglied der Alten Gießener Burschenschaft Germania. 1824 wurde er Kammerjunker.
Bertold von Bibra wurde 1830 Revierförster in Wahlen, 1845 Forstinspektor in Heppenheim und 1849 Forstmeister in Darmstadt. 1862 wurde er zum Vice-Oberst-Jägermeister und Kammerherren ernannt. 1863 wurde er Mitglied der Oberforstdirektion. 1870 ging er in Pension und wurde zum Oberst-Jägermeister ernannt.

## Politik
In der 9., 15. und 16. Wahlperiode (1841–1842, sowie 1856–1862) war Bertold von Bibra Abgeordneter der Zweiten Kammer der Landstände des Großherzogtums Hessen. In den Landständen vertrat er den grundherrlichen Adel. 1873 bis 1878 war er gewähltes Mitglied der Ersten Kammer.

## Ehrungen
- Verdienstorden Philipps des Großmütigen, Ritterkreuz, Komturkreuz und Großkreuz
- Russischer Sankt-Stanislaus-Orden, II. und I. Klasse
- Russischer St.-Annen-Orden, II. und I. Klasse